# 五房貝屬
五房貝屬（學名：Pentamerus）是五房貝科下已滅絕的一個屬，生存於志留紀至中泥盆紀，在淺海區的石灰岩中很常見。成年五房貝的肉莖沒有什麼作用，因而牠們殼頂朝下的生活在海底粉沙和黏土基質上。其化石分布于北美、欧洲、亚洲。

## 特徵
殼體相對較大，兩瓣殼均突起，外形呈舌狀。腹殼的殼頂粗厚，並急劇向後彎曲，且中間有明顯隔片。在背殼內有兩條顯著的、幾乎平行的隔片。殼的外部平滑，並有纖細的生長線。

## 物種[2]
- Pentamerus (Barrandella) Hall & Clarke, 1892
- Pentamerus (Supertrilobus) Boucot & Johnson, 1979
- Pentamerus asiaticus Cocks, 1979
- Pentamerus oblongus de Sowerby, 1839
- Pentamerus palaformis Jin & Copper, 2000

## 外部連結
- Pentamerus in the Paleobiology Database